# Uzovo, Dobrici
Uzovo (în bulgară Узово, în română Uzlar) este un sat în comuna Gheneral-Toșevo, regiunea Dobrici, Dobrogea de Sud, Bulgaria. 
Între anii 1913-1940 a făcut parte din plasa Casim a județului Caliacra, România. 

## Demografie
Componența etnică a satului Uzovo
     Turci (33,33%)
     Bulgari (60%)
     Nicio identificare (6,66%)
     Altele (0%)
La recensământul din 2011, populația satului Uzovo era de 15 locuitori. Din punct de vedere etnic, majoritatea locuitorilor (60%) erau bulgari, cu o minoritate de turci (33,33%). Pentru 6,66% din locuitori nu este cunoscută apartenența etnică.